# Ґеорґе I. Нестасе
Ґеорґе I. Нестасе (16 лютого 1896, Христичі, Бессарабія — 28 грудня 1985, Ясси, Румунія) — активіст, депутат Сфатул Церій, органу, який здійснював законодавчу владу в Молдавській Демократичній Республіці, у період 1917—1918 років, румунський географ, професор Університету «Александру Іоанна Куза» в Яссах. Найбільший його науковий внесок стосувався історичної географії.

## Освіта та навчання

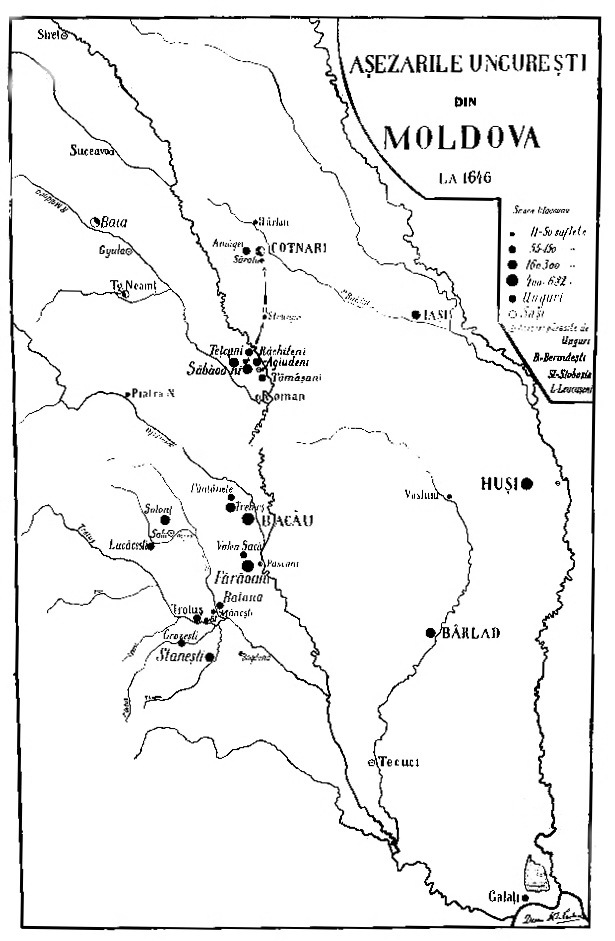
Географічна карта Ґеорґе І. Нестасе «Угорські поселення в Молдові в 1646 р.» (1936 р.)

Народився в родині селян, дитинство провів у рідному селі, де спочатку відвідав тамтешню початкову школу. Потім він відвідував середню школу в Сороках, а в 1915 році закінчив нормальну школу в Аккермані. У цей період шляхом індивідуального навчання Георге Нестасе також опанував значну кількість іноземних мов — німецьку, французьку, українську, польську, російську.
У 1919 році він вступив на історико-географічний факультет факультету літератури та філософії Ясського університету, отримавши ліцензію в 1923 році. Незабаром, у 1924 році, він також отримав ступінь з географії на факультеті природничих наук.
У 1924—1926 роках він проходив стажування в Сорбонні, щоб підготуватися до докторської дисертації. Це стажування мало тривати довше, але проблеми зі здоров'ям його дружини змусили Ґеорґе Нестасе повернутися до країни лише через 2 роки. У 1932 році він захистить свою докторську дисертацію, опубліковану під назвою Пеуче — внесок у фізичні та людські знання про дельту Дунаю в давнину. Він став постійним професором університету 1 липня 1932 року. Був членом Румунського королівського географічного товариства.

## Наукова кар'єра
Завдяки особливим інтелектуальним здібностям він розпочав викладацьку діяльність уже на другому курсі (1920 р.), замінивши асистента кафедри географії географіко-історичного відділення літературно-філософського факультету Ал. І. Університет Куза, Ясси, у 1925 році стає заступником викладача антропогеографії. Також цього року його призначили тимчасово виконуючим обов'язки асистента лабораторії географічних досліджень . Як перший географ з історичною підготовкою на кафедрі географії, Ґ. І. Нестасе відіграв вирішальну роль у розвитку географічної вищої освіти в Яссах, досягнувши, вперше, об'єднання фізичної географії (природної сторони географії) і людської географії (людська сторона — соціальна географія). У травні 1929 року він став постійним асистентом у Лабораторії географічних досліджень, а в 1932 році став професором антропогеографії після захисту докторської дисертації про еволюцію знань про дельту Дунаю. У 1938 році була створена кафедра загальної географії та географії людини, яку в 1939 році очолив Ґ. Нестасе, де він залишався до 1948 року, коли був заарештований з політичних мотивів. Після 11 місяців ув'язнення почесний викладач переживає менш сприятливий період і обмежує свою професійну діяльність спеціальними перекладами з російської мови. Пізніше він повернувся до наукового світу, ставши завідувачем відділу Інституту географії та геології Академії в 1955 році, інституту, який він сприяв створенню в 1944 році. У цей період він також сприяв створенню Географічну монографію Румунської Народної Республіки, проте з політичних причин він не був автором цієї праці.
Дидактична діяльність викладача поєднувала як викладання курсів (Географія людини Румунії, Основи географії людини, Населення Африки та Америки, Загальна географія, Етнографія), так і керівництво практичними роботами (Географія людини, Морфологія суші, Антропогеографія) або керівництво бакалаврські та докторські дисертації. Дидактичні якості Ґ. І. Нестасе описані Ніколае Поні (його колишнім учнем) у журналі Viața Basarabiei: «Я відвідував курс професора Нестасе і з перших слів був вражений простотою викладу. Це робить предмет коротким і лаконічним, словами, які зрозуміє навіть непідготовлений слухач. Він розповідає вам про багатства Румунії, як молдавський селянин розповідав би про своє господарство. В очах ученого спалахує вогник сухого гумору бессарабського селянина, і здоровий жарт пережитої події приходить, щоб глибше скріпити вашу наукову деталь».
Як вченого, Ґ. І. Нестасе можна вважати повноцінним географом, оскільки його інтереси стосувалися як фізичної, так і людської географії. У фізичній географії він провів помітні дослідження лімнології та геоморфології. Що стосується географії людини, то він зосереджувався на географії населення (у формі численних досліджень структури населення в різних районах Молдови), географії населених пунктів (особливо зосереджуючись на аналізі малих міст), історична географія, політична географія (дослідження держав, що відокремилися від Російської імперії після Першої світової війни), економічна географія (особисті спостереження та пропозиції щодо оптимізації виробничої діяльності), географія туризму. Крім того, в останній частині свого життя Ґ. І. Нестасе зосередився на розробці дослідження топонімії Республіки Молдова, роботи, яка була втрачена і не могла бути відновлена.

## Політична діяльність
На Першому конгресі в Кишиневі, який відбувся 20 травня 1917 року, Ґеорґе Нестасе взяв слово, сказавши: «Школа є першим засобом відродження для молдаван. Тому 1 вересня в усіх селах повинні бути відкриті молдовські школи і введено латинську абетку». 26 травня на конгресі Ґеорґе Нестасе також нагадав, що для того, щоб перевести навчання на румунську мову, починаючи з літа 1917 року, необхідні підручники були завезені до Румунії. На іншій зустрічі, коли обговорювалася проблема молдовської освіти в районах лівобережжя Дністра, була представлена доповідь Настасе. У результаті було проголосовано подання, яке вимагало, щоб крім земств Подільської та Херсонської губерній втрутилася Бессарабська губернська земська управа. Була оформлене звернення про відкриття молдавських шкіл у селах з румунським населенням.
У результаті збору представників молдовських солдатів і офіцерів на Румунському фронті, що відбувся в Яссах між 10 і 12 жовтня 1917 року, був створений Центральний виконавчий комітет молдован на Румунському фронті на чолі з Георге Нестасе.
На Військовому з'їзді 20 жовтня 1917 року Нестасе був у президії, підписуючи документи як секретар.
Був членом Молдовської національної партії.
Він був депутатом у Сфатул Церій від солдатів на Румунському фронті. З 8 березня 1918 року по 27 листопада 1918 року діяв як депутат. 28 березня він проголосував за приєднання Бессарабії до Румунії. У Раді був секретарем аграрної комісії. Після 1918 був у складі бессарабської молдовської делегації на Паризькій мирній конференції.
Брав участь у Першій світовій війні, дослужившись до звання поручика, потім капітана запасу російської армії. Російська революція стала можливістю для Георге Нестасе розпочати співпрацю з газетою «Cuvântul Moldovenesc», в якій він публікував різноманітні статті на національні та аграрні теми. Спроби пробудити національну свідомість втілилися в тому, що 12 березня 1917 року Молдавську національну партію було обрано секретарем першого Молдавського військового з'їзду, а потім депутатом Сфатул Церій, відкритої 21 листопада. 1917 рік. Як член Державної ради він голосував за проголошення незалежної і суверенної Молдовської Демократичної Республіки, проголошену декларацією від 24 січня 1918 року, і голосував за об'єднання Бессарабії з Румунією 27 березня 1918 року. Крім того, його посада секретаря делегації Крайової ради на Паризькій мирній конференції навесні 1919 року дозволила йому висловити свою думку щодо легітимності унії в меморандумі під назвою «La question de Bessarabie».
Через свої політичні переконання 15 серпня 1948 року Ґеорґе Нестасе був заарештований та утримувався під вартою 11 місяців без суду. Навіть після звільнення професор зберіг несхвальне ставлення до радянських учених, виявляючи таким чином свій патріотичний дух і національну свідомість.

## Опубліковані праці
Серед опублікованих наукових доробків Ґеорґе І. Нестасе:
- Україна, Бухарест, 1922
- Пеуче — внесок у фізико-географічні знання про дельту Дунаю в давнину (1932)
- Кордон Халіл-паші, Бухарест, 1932 рік
- Два годинника, Кишинів, 1933 рік
- Бессарабія, Бухарест, 1933
- Литва, 1933 рік
- Угорці з Молдови 1646 (1935)
- Хвилі Траяна Бессарабії (1936)
- Centum Monticuli (1937)
- Бессарабські маршрути та зупинки (1938)
- Промисловість морської солі (1942)
- Озеро Балатау (1949)
- Інші праці: Населення Прутської землі, Сороцька земля, Гагаузи

До них додаються численні неопубліковані праці, також з політичних міркувань, а також обширне дослідження, до якого Ґеорґе І. Нестасе зробив значний внесок, але не був зазначений як автор: Monografia RP Române (1960).